# Lista de primeiros-ministros da Prússia
O cargo de Ministro-presidente (em alemão: Ministerpräsident) ou Primeiro-ministro da Prússia existiu de uma forma ou de outra de 1792 até a dissolução da Prússia em 1947. Quando a Prússia foi um reino independente (a partir de 1701) o Ministro-presidente ou Primeiro-ministro funcionou como o Ministro-chefe do Rei e presidiu o Preußischer Landtag (parlamento). Depois da unificação da Alemanha em 1871 até o seu colapso em 1918, o cargo de Primeiro-ministro prussiano foi geralmente mantido em conjunto com o de Chanceler Imperial. Sob a República de Weimar, o Primeiro-ministro foi Chefe de Estado do governo (um papel mais tradicionalmente parlamentar). O cargo deixou de ter algum significado real, exceto como um tipo de título de nobreza, após o desmantelamento nazista da Prússia como um Estado em 1933 e desapareceu juntamente com a própria Prússia após a Segunda Guerra Mundial.

## Período até a fundação do Império de 1848 até 1873
| Nome                                             | Início                 | Término                |                                                                                    |
| ------------------------------------------------ | ---------------------- | ---------------------- | ---------------------------------------------------------------------------------- |
| Conde Adolf Heinrich von Arnim-Boitzenburg       | 19 de março de 1848    | 29 de março de 1848    | Conde Adolf Heinrich von Arnim-Boitzenburg · Ludolf Camphausen · Otto von Bismarck |
| Ludolf Camphausen                                | 29 de março de 1848    | 20 de junho de 1848    | Conde Adolf Heinrich von Arnim-Boitzenburg · Ludolf Camphausen · Otto von Bismarck |
| Rudolf von Auerswald                             | 25 de junho de 1848    | 8 de setembro de 1848  | Conde Adolf Heinrich von Arnim-Boitzenburg · Ludolf Camphausen · Otto von Bismarck |
| Barão Ernst von Pfuel                            | 21 de setembro de 1848 | 1 de novembro de 1848  | Conde Adolf Heinrich von Arnim-Boitzenburg · Ludolf Camphausen · Otto von Bismarck |
| Conde Friedrich Wilhelm von Brandenburg          | 2 de novembro de 1848  | 6 de novembro de 1850  | Conde Adolf Heinrich von Arnim-Boitzenburg · Ludolf Camphausen · Otto von Bismarck |
| Barão Otto Theodor Freiherr von Manteuffel       | 19 de dezembro de 1850 | 6 de novembro de 1858  | Conde Adolf Heinrich von Arnim-Boitzenburg · Ludolf Camphausen · Otto von Bismarck |
| Príncipe Karl Anton von Hohenzollern-Sigmaringen | 6 de novembro de 1858  | 12 de março de 1862    | Conde Adolf Heinrich von Arnim-Boitzenburg · Ludolf Camphausen · Otto von Bismarck |
| Príncipe Adolf zu Hohenlohe-Ingelfingen          | 17 de março de 1862    | 23 de setembro de 1862 | Conde Adolf Heinrich von Arnim-Boitzenburg · Ludolf Camphausen · Otto von Bismarck |
| Príncipe Otto von Bismarck                       | 23 de setembro de 1862 | 1 de janeiro de 1873   | Conde Adolf Heinrich von Arnim-Boitzenburg · Ludolf Camphausen · Otto von Bismarck |

## Durante o Império de 1873 até 1894
| Nome                           | Início                | Término               |                                           |
| ------------------------------ | --------------------- | --------------------- | ----------------------------------------- |
| Conde Albrecht von Roon        | 1 de janeiro de 1873  | 9 de novembro de 1873 | Conde Albrecht von Roon · Leo von Caprivi |
| Príncipe Otto von Bismarck     | 9 de novembro de 1873 | 20 de março de 1890   | Conde Albrecht von Roon · Leo von Caprivi |
| Conde Georg Leo von Caprivi    | 20 de março de 1890   | 22 de março de 1892   | Conde Albrecht von Roon · Leo von Caprivi |
| Conde Botho Wendt zu Eulenburg | 22 de março de 1892   | 26 de outubro de 1894 | Conde Albrecht von Roon · Leo von Caprivi |

## Ministros-presidentes e ao mesmo tempo Chanceleres de 1894 até 1918
| Nome                                           | Início                | Término                | |
| ---------------------------------------------- | --------------------- | ---------------------- | --- |
| Príncipe Chlodwig zu Hohenlohe-Schillingsfürst | 29 de outubro de 1894 | 17 de outubro de 1900  | Príncipe Chlodwig zu Hohenlohe-Schillingsfürst · Bernhard von Bülow · Conde Georg Friedrich von Hertling |
| Príncipe Bernhard von Bülow                    | 17 de outubro de 1900 | 14 de julho de 1909    | Príncipe Chlodwig zu Hohenlohe-Schillingsfürst · Bernhard von Bülow · Conde Georg Friedrich von Hertling |
| Theobald von Bethmann-Hollweg                  | 14 de julho de 1909   | 13 de julho de 1917    | Príncipe Chlodwig zu Hohenlohe-Schillingsfürst · Bernhard von Bülow · Conde Georg Friedrich von Hertling |
| Georg Michaelis                                | 14 de julho de 1917   | 1 de novembro de 1917  | Príncipe Chlodwig zu Hohenlohe-Schillingsfürst · Bernhard von Bülow · Conde Georg Friedrich von Hertling |
| Conde Georg von Hertling                       | 1 de novembro de 1917 | 30 de setembro de 1918 | Príncipe Chlodwig zu Hohenlohe-Schillingsfürst · Bernhard von Bülow · Conde Georg Friedrich von Hertling |
| Príncipe Maximilian von Baden                  | 3 de outubro de 1918  | 9 de novembro de 1918  | Príncipe Chlodwig zu Hohenlohe-Schillingsfürst · Bernhard von Bülow · Conde Georg Friedrich von Hertling |

## República de Weimarde 1918 até 1933
| Nome                                   | Início                  | Término                 | Partido  |                 |
| -------------------------------------- | ----------------------- | ----------------------- | -------- | --------------- |
| Paul Hirsch Heinrich Ströbel           | 12 de novembro de 1918  | 3 de janeiro de 1919    | SPD USPD | Franz von Papen |
| Paul Hirsch                            | 3 de janeiro de 1919    | 25 de março de 1920     | SPD      | Franz von Papen |
| Otto Braun                             | 27 de março de 1920     | 10 de março de 1921     | SPD      | Franz von Papen |
| Adam Stegerwald                        | 21 de abril de 1921     | 5 de novembro de 1921   | Zentrum  | Franz von Papen |
| Otto Braun                             | 7 de novembro de 1921   | 23 de janeiro de 1925   | SPD      | Franz von Papen |
| Wilhelm Marx                           | 18 de fevereiro de 1925 | 20 de fevereiro de 1925 | Zentrum  | Franz von Papen |
| Otto Braun                             | 6 de abril de 1925      | 20 de julho de 1932     | SPD      | Franz von Papen |
| Franz von Papen (como Reichskommissar) | 20 de julho de 1932     | 7 de abril de 1933      | Zentrum  | Franz von Papen |

## Nazismode 1933 até 1945
| Nome         | Início              | Término             | Partido |  |
| ------------ | ------------------- | ------------------- | ------- |  |
| Adolf Hitler | 11 de abril de 1933 | 23 de abril de 1945 | NSDAP   |  |